# 872-es busz
A 872-es jelzésű elővárosi autóbusz Budapest és a szentendrei Püspökmajori lakótelep között közlekedik. Kísérleti jelleggel 2017. június 16. és szeptember 3. között hétvégenként éjszaka is közlekedett egy busz Szentendrétől Budapestig.

## Megállóhelyei
| 0                             | Budapest, Újpest-Városkapu (XIII. kerület) végállomás | 15 | 104, 104A, 121, 122E, 196, 196A, 204 300, 302, 303, 305, 308, 309, 310, 312, 313, 314, 315, 316, 318, 319, 320, 321, 880, 882, 883, 884, 889, 890, 893 1010, 1011, 1013, 1014 S72 Z72 S76 |
| 1                             | Budapest, Tungsram                                    | 14 | 96, 104, 104A, 204 300, 301, 302, 303, 305, 306, 308, 309, 310, 311, 312, 880, 882, 883, 884, 889, 890, 893                                                                               |
| 2                             | Budapest, Fóti út                                     | 13 | 96, 104, 104A, 204 300, 301, 302, 303, 305, 306, 308, 309, 310, 311, 312, 880, 882, 883, 884, 889, 890, 893                                                                               |
| Budapest közigazgatási határa |                                                       |    | |
| 3                             | Szentendre, Papírgyár                                 | 12 | 869, 880, 882, 883, 884, 889, 890, 893 |
| 4                             | Szentendre, Egyetem                                   | 11 | 869, 880, 882, 883, 884, 889, 890, 893 |
| 5                             | Szentendre, autóbusz-állomás                          | 10 | 868, 869, 870, 873, 874, 876, 878, 879, 880, 882, 883, 884, 889, 890, 893, 895, 898 |
| 6                             | Szentendre, Római kőtár                               | 9  | 869, 870, 873, 874, 876, 878, 879, 880, 882, 883, 884, 889, 890, 893, 895, 898 |
| 7                             | Szentendre, Kálvária tér                              | 8  | 869, 870, 873, 874, 875, 876 |
| 8                             | Szentendre, Pomázi út 18.                             | 3  | 869, 870, 873, 874, 875, 876 |
| 9                             | Szentendre, Radnóti Miklós utca 8.                    | 4  | 869, 870, 873, 874, 875, 876 |
| 10                            | Szentendre, Kálvária út                               | 5  | 869, 870, 873, 874, 875, 876 |
| 11                            | Szentendre, János utca                                | 6  | 869, 870, 873, 874, 875, 876 |
| 12                            | Szentendre, Püspökmajori lakótelep                    | 7  | 869, 870, 873, 874, 875, 876 |
| 13                            | Szentendre, Kálvária tér                              | 2  | 869, 870, 873, 874, 875, 876 |
| 14                            | Szentendre, Római kőtár                               | 1  | 869, 870, 873, 874, 876, 878, 879, 880, 882, 883, 884, 889, 890, 893, 895, 898 |
| 15                            | Szentendre, autóbusz-állomás végállomás               | 0  | 869, 870, 873, 874, 876, 878, 879, 880, 882, 883, 884, 889, 890, 893, 895, 898 |